# Don Haring
Don Haring (Donald Anthony Haring), född 22 mars 1922 i USA, död 3 februari 1981 i Honolulu, Hawaii, USA, var en amerikansk författare. Under andra världskriget kom han till Australien och bodde där från  cirka 1942 till 1959. Harings fru kom från Australien och det var även där han började skriva sina uppskattningsvis 436 böcker under pseudonymerna Larry Kent, Clay Anthony, Sam Bradford, Ward Langley och Max Anthony åt Cleveland Publishing. Pseudonymen Larry Kent delade han främst med Des R. Dunn när böcker skrevs om denne detektiv och det är ofta oklart vilka av författarna som skrev respektive bok. 